# محطة قطار أمجاز الدشيش
محطة أمجاز الدشيش هي محطة قطار جزائرية تقع في بلدية أمجاز إدشيش ، ولاية سكيكدة .

## الموقع في السكك الحديدية
تقع المحطة شمال مدينة إمجاز إدشيش، على الخط الرابط بين رمضان جمال و جيجل . تسبقها محطة رمضان جمال و تليها محطة سيدي مزغيش .

## خدمة الركاب

### خدمة
تخدم محطة سيدي مزغيش القطارات الإقليمية على خط قسنطينة - جيجل,.

## المٌلاحظات والمراجع
1. ↑  Bouhali Mohamed-Cherif (05 juillet 2018). "Le train siffle de nouveau entre Jijel et Constantine". lesoirdalgerie.com. مؤرشف من الأصل في 2023-04-04. اطلع عليه بتاريخ 4 avril 2023. {{استشهاد ويب}}: تحقق من التاريخ في: |تاريخ-الوصول= و|تاريخ= (مساعدة).

## أنظر أيضا

### مَقالات ذات صلة
- الخط من رمضان جميل إلى جيجل
- قائمة محطات القطارات في الجزائر

### رَابط خارجي
- "SNTF". Société nationale des transports ferroviaires (SNTF). مؤرشف من الأصل في 2025-06-02..

قالب:Desserte gare/début
قالب:Desserte gare
قالب:Desserte gare/fin